# Viktor Griessmaier
Viktor Griessmaier (* 19. Dezember 1902 in Wien; † 10. April 1989 in Klosterneuburg) war ein österreichischer Kunsthistoriker.

## Leben
Viktor Griessmaier studierte Kunstgeschichte an der Universität Wien bei Josef Strzygowski und promovierte mit einer Dissertation über den Altar von Nikolaus von Verdun im Stift Klosterneuburg.
Ab 1927 war er Assistent am kunsthistorischen Institut Strzygowskis. Nach volksbildnerischer Tätigkeit trat er 1933 unter der Direktion von Richard Ernst (1932–1950) in das „Österreichische Museum für Kunst und Industrie in Wien“, jetzt auch bekannt unter MAK – Österreichisches Museum für angewandte Kunst ein. Seine Tätigkeitsbereiche waren die Bergung und Rückführung der ausgelagerten Kunstobjekte sowie die Leitung der Bibliothek und später auch die Verwaltung der Ostasiensammlung.
1956 bereiste er drei Wochen China und später zweimal Japan, auch im Zusammenhang mit einer in Europa mehrfach gezeigten Ausstellung der Werke aus der Privatsammlung von „Malerei Zen Buddhismus“.
Von 1959 bis 1967 war er Direktor des MAK und u. a. an der Kuration und Gestaltung jener Ausstellungen beteiligt:
- 1960 – Ausstellung "Künstlerisches Schaffen und Serienproduktion aus Gustavsberg, Schweden. Vorbildwirkung des schwedischen Designs für das österreichische Kunsthandwerk und Design"
- 1963 – es werden erstmals in Europa im Rahmen einer umfassenden Ausstellung Kunstschätze aus dem Iran gezeigt
- 1964 – Die auch international vielbeachtete Ausstellung "Wien um 1900" (veranstaltet vom Kulturamt der Stadt Wien) präsentiert im Künstlerhaus zum ersten Mal nach dem Zweiten Weltkrieg u. a. Kunsthandwerk des Jugendstils u. a. mit Kunstwerken von Paul Gauguin, Vincent van Gogh und Paul Cezanne.
- 1964–1965 – „100 Jahre Österreichisches Museum für angewandte Kunst - Kunstgewerbe des Historismus“
- 1966 – In der Ausstellung "Selection 66" werden ausgewählte Positionen moderner österreichischer Designer zusammengeführt.
- 1967 – Die Ausstellung "Die Wiener Werkstätte. Modernes Kunsthandwerk 1903 bis 1932" begründet den bis heute andauernden Boom des bedeutendsten österreichischen Designprojekts im 20. Jahrhundert.

Sein persönliches Leben war geprägt durch weltumspannende persönliche Kontakte, besonders aber durch die in der Jugend begründete und bis zum Lebensende bestehenden Freundschaft mit seinen Studienkollegen, den Kunsthistorikern Otto Demus und Fritz Novotny.

## Auszeichnungen
Zahlreiche Auszeichnungen aus dem In- und Ausland (Wasaorden; Dannebrogorden, Ehrenkreuz für Wissenschaft und Kunst und einige mehr).

## Werke (Auswahl)
- Sammlung Baron Eduard von der Heydt: Ordos Bronzen, Bronzen aus Luristan und dem Kaukasus, Werke chinesischer Kleinkunst, Wiener Beiträge zu Kunst und Kulturgeschichte Asiens. Krystall Verlag, 1936.
- Österreich. Landschaft und Kunst. Schroll Verlag, 1950 und fünf weitere Auflagen (Von diesem Monumentalwerk erschien auch eine englische und französische Ausgabe).
- Japanische Farbholzschnitte. Verlag österr. Museum für angewandte Kunst, Wien 1954.
- Impressionismus (= Zeit und Farbe. Band 1). Verlag Brüder Rosenbaum, 1956.
- Malerei des Zen-Buddhismus in Japan. In: Alte und moderne Kunst. Jahrgang IV, 1959, Heft 1 und 2 (hauspublikationen.mak.at).